# Station Herent
Station Herent is een spoorwegstation langs spoorlijn 36 (Brussel - Luik) en spoorlijn 36N in de gemeente Herent, geopend op 1 december 1867. Het is nu een stopplaats.

## Treindienst
| Serie | Treinsoort | Route | Bijzonderheden                                |
| ----- | ---------- | --- | --------------------------------------------- |
| S 2   | GEN (NMBS) | 's-Gravenbrakel – Brussel-Zuid – Herent – Leuven                                                                | Rijdt 1×/u. op zondag.                        |
| S 9   | GEN (NMBS) | Landen – Leuven – Herent – Brussel-Schuman – Nijvel                                                             | Rijdt alleen op werkdagen.                    |
| S 19  | GEN (NMBS) | [ Leuven – Herent – ] Brussels Airport-Zaventem – Brussel-Luxemburg – Eigenbrakel – Nijvel – Charleroi-Centraal | Rijdt in het weekend tussen Leuven en Nijvel. |

## Galerij

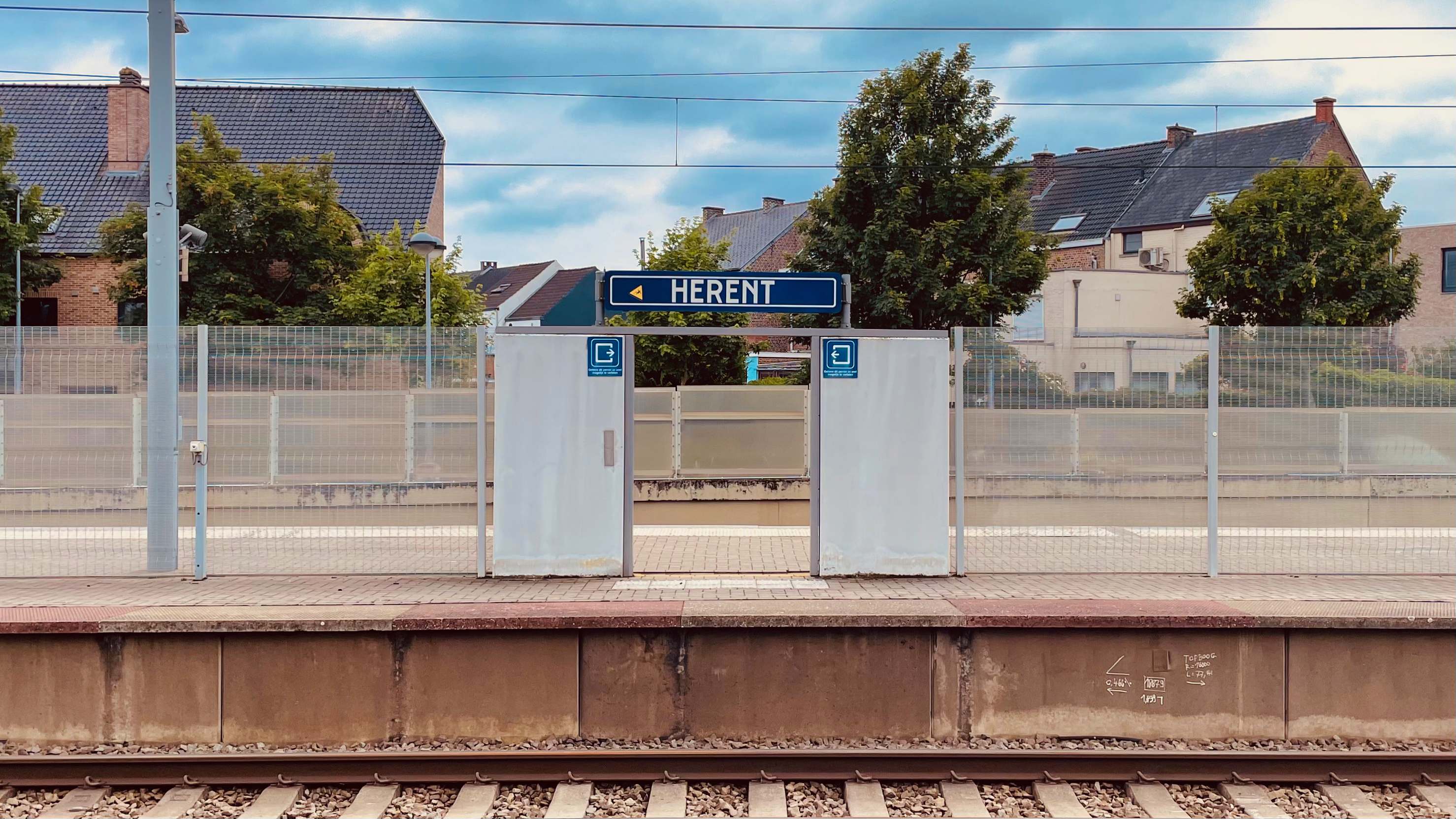
Een naambord
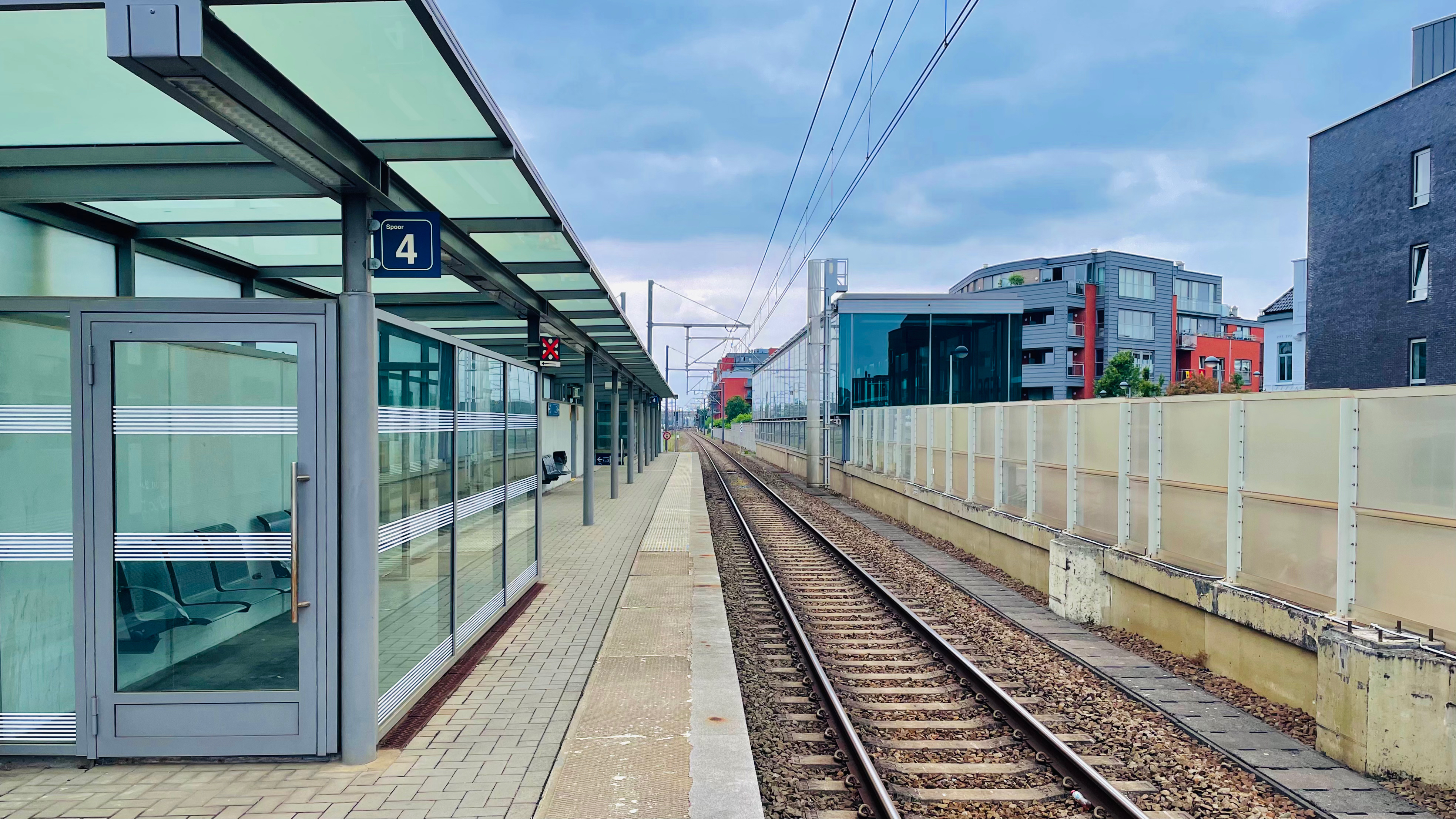
Zicht op een perron
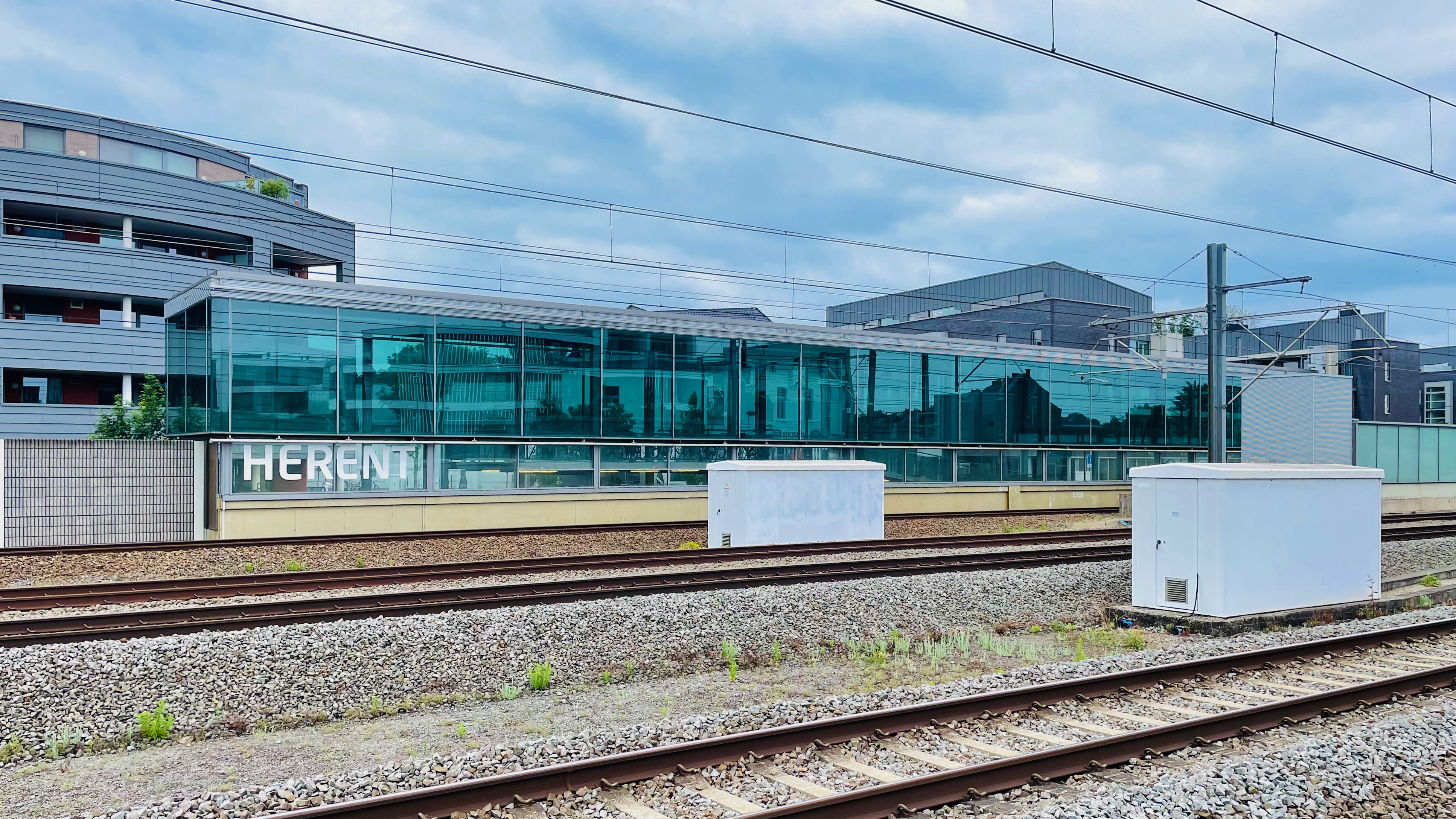
Zicht op de sporen

## Reizigerstellingen
De grafiek en tabel geven het gemiddeld aantal instappende reizigers weer op een week-, zater- en zondag.
| Tabel: aantal instappende reizigers station Herent | Tabel: aantal instappende reizigers station Herent | Tabel: aantal instappende reizigers station Herent | Tabel: aantal instappende reizigers station Herent |
|                                                    | Weekdag                                            | Zaterdag                                           | Zondag                                             |
| -------------------------------------------------- | -------------------------------------------------- | -------------------------------------------------- | -------------------------------------------------- |
| 1977                                               | 432                                                | 39                                                 | 37                                                 |
| 1978                                               | 399                                                | 60                                                 | 47                                                 |
| 1979                                               | 427                                                | 53                                                 | 47                                                 |
| 1980                                               | 452                                                | 31                                                 | 37                                                 |
| 1981                                               | 440                                                | 55                                                 | 32                                                 |
| 1982                                               | 432                                                | 57                                                 | 41                                                 |
| 1983                                               | 419                                                | 49                                                 | 32                                                 |
| 1984                                               | 305                                                | 35                                                 | 40                                                 |
| 1985                                               | 332                                                | 45                                                 | 89                                                 |
| 1986                                               | 274                                                | 42                                                 | 36                                                 |
| 1987                                               | 327                                                | 54                                                 | 140                                                |
| 1988                                               | 317                                                | 36                                                 | 32                                                 |
| 1989                                               | 285                                                | 69                                                 | 30                                                 |
| 1990                                               | 208                                                | 45                                                 | 35                                                 |
| 1991                                               | 237                                                | 38                                                 | 20                                                 |
| 1992                                               | 244                                                | 40                                                 | 27                                                 |
| 1993                                               | 293                                                | 53                                                 | 34                                                 |
| 1994                                               | 278                                                | 50                                                 | 24                                                 |
| 1995                                               | 236                                                | 37                                                 | 17                                                 |
| 1996                                               | 261                                                | 30                                                 | 19                                                 |
| 1997                                               | 232                                                | 63                                                 | 36                                                 |
| 1998                                               | 241                                                | 26                                                 | 33                                                 |
| 1999                                               | 290                                                | 25                                                 | 25                                                 |
| 2000                                               | 214                                                | 23                                                 | 28                                                 |
| 2001                                               | 256                                                | 22                                                 | 31                                                 |
| 2002                                               | 226                                                | 23                                                 | 34                                                 |
| 2003                                               | 219                                                | 37                                                 | 24                                                 |
| 2004                                               | 216                                                | 30                                                 | 20                                                 |
| 2005                                               | 257                                                | 30                                                 | 51                                                 |
| 2006                                               | 296                                                | 25                                                 | 32                                                 |
| 2007                                               | 352                                                | 56                                                 | 38                                                 |
| 2008                                               | -                                                  | -                                                  | -                                                  |
| 2009                                               | 355                                                | 43                                                 | 35                                                 |
| 2010                                               | -                                                  | -                                                  | -                                                  |
| 2011                                               | -                                                  | -                                                  | -                                                  |
| 2012                                               | 388                                                | 86                                                 | 75                                                 |
| 2013                                               | 402                                                | 71                                                 | 70                                                 |
| 2014                                               | 387                                                | 67                                                 | 41                                                 |
| 2015                                               | 463                                                | 56                                                 | 47                                                 |
| 2016                                               | 483                                                | 61                                                 | 70                                                 |
| 2017                                               | 531                                                | 66                                                 | 77                                                 |
| 2018                                               | 631                                                | 156                                                | 132                                                |
| 2019                                               | 605                                                | 127                                                | 112                                                |
| 2020                                               | 305                                                | 140                                                | 67                                                 |
| 2021                                               | -                                                  | -                                                  | -                                                  |
| 2022                                               | 629                                                | 224                                                | 130                                                |
| 2023                                               | 591                                                | 255                                                | 135                                                |
| 2024                                               | 706                                                | 239                                                | 154                                                |

0,0: Brussel-Noord ·
2,4: Schaarbeek ·
5,5: Haren-Zuid ·
7,0: Diegem ·
9,4: Zaventem ·
12,0: Nossegem ·
14,7: Kortenberg ·
16,1: Zavelstraat ·
17,8: Erps-Kwerps ·
19,2: Beisem ·
21,1: Veltem ·
24:0: Herent ·
28,8: Leuven ·
34,1: Korbeek-Lo ·
36,1: Lovenjoel ·
40,0: Vertrijk ·
42,0: Roosbeek ·
44,3: Kumtich ·
47,4: Tienen ·
53,8: Ezemaal ·
57,0: Neerwinden ·
60,7: Landen ·
64,0: Gingelom ·
69,0: Jeuk-Rosoux ·
71,5: Corswarem ·
74,5: Waremme ·
77,2: Bleret ·
79,8: Remicourt ·
83,2: Momalle ·
85,4: Fexhe-le-Haut-Clocher ·
87,8: Voroux-Goreux ·
89,9: Bierset-Awans ·
93,4: Ans ·
94,7: Montegnée ·
97,0: Liège-Haut-Pré ·
99,9: Luik-Guillemins